# エリック・グリーン (バスケットボール)
エリック・グリーン  (Erick O'Brien Green 1991年5月9日 - )は、アメリカ合衆国・カリフォルニア州イングルウッド生まれ、バージニア州ウィンチェスター出身のプロバスケットボール選手。ポジションはポイントガード、シューティングガード。

## 来歴
バージニア工科大学で4年間活躍し、最終学年の2012-13シーズンにはNCAAディビジョンⅠの得点王に輝き、ACCの最優秀選手にも選出されるなど、注目されていたグリーンだったが、2013年のNBAドラフトでは2巡目指名に甘んじ、46位でユタ・ジャズから指名されるも、ドラフト開催日当日にデンバー・ナゲッツが27位で指名したルディ・ゴベールの保有権などとのトレードで、ナゲッツに権利が移動。更に同年にナゲッツとの契約はならず、イタリアでプロキャリアを開始。1年後の2014年7月にナゲッツと2年契約を締結。NBA1年目の2014-15シーズンは、43試合の出場で平均出場時間も9.4分、平均得点も3.4得点に止まり、2015-16シーズン開幕直後に解雇された。
2015年11月21日にDリーグのリノ・ビッグホーンズと契約し、NBA復帰を目指して再出発。2016年1月26日にユタ・ジャズと10日間契約を結んだ。
2024年10月23日、LBAに所属するナポリ・バスケットへ1年契約で加入すると発表された。